# Chavanelet
Le Chavanelet est une rivière française qui coule dans le département de la Loire, et traverse la ville de Saint-Étienne. Il est un affluent direct du Furan lui-même affluent de la Loire.
Transformé en égout à ciel ouvert au XIXe siècle, il fut enfoui et couvert par étapes entre les années 1850 et 1930.
La rivière avait donné son nom à un lieu-dit Chavenelet - aujourd'hui détruit - situé au niveau de l'actuel Rond-Point du cours Fauriel. Il se situait sur le chemin de pèlerinage menant de Lyon au Puy-en-Velay.
La rue Chavenelet à Saint-Étienne se situe entre le cours Fauriel et la rue des Armuriers.

## Géographie
La longueur du cours d'eau est de 3,4 km.
Il prend sa source sur la commune de Saint-Étienne à la Palle. Il est couvert sur la totalité de son cours. Il coule le long du cours Fauriel et de la rue des Armuriers, puis passe à proximité de la place Chavannelle. Sa confluence avec le Furan se fait au niveau de l'Avenue de la Libération (Saint-Étienne) et de la rue du Grand-Moulin.

## Principaux affluents
- le Roassieux

## Départements et villes traversées
- Loire : Saint-Étienne.